# St. Bernward (Hildesheim)

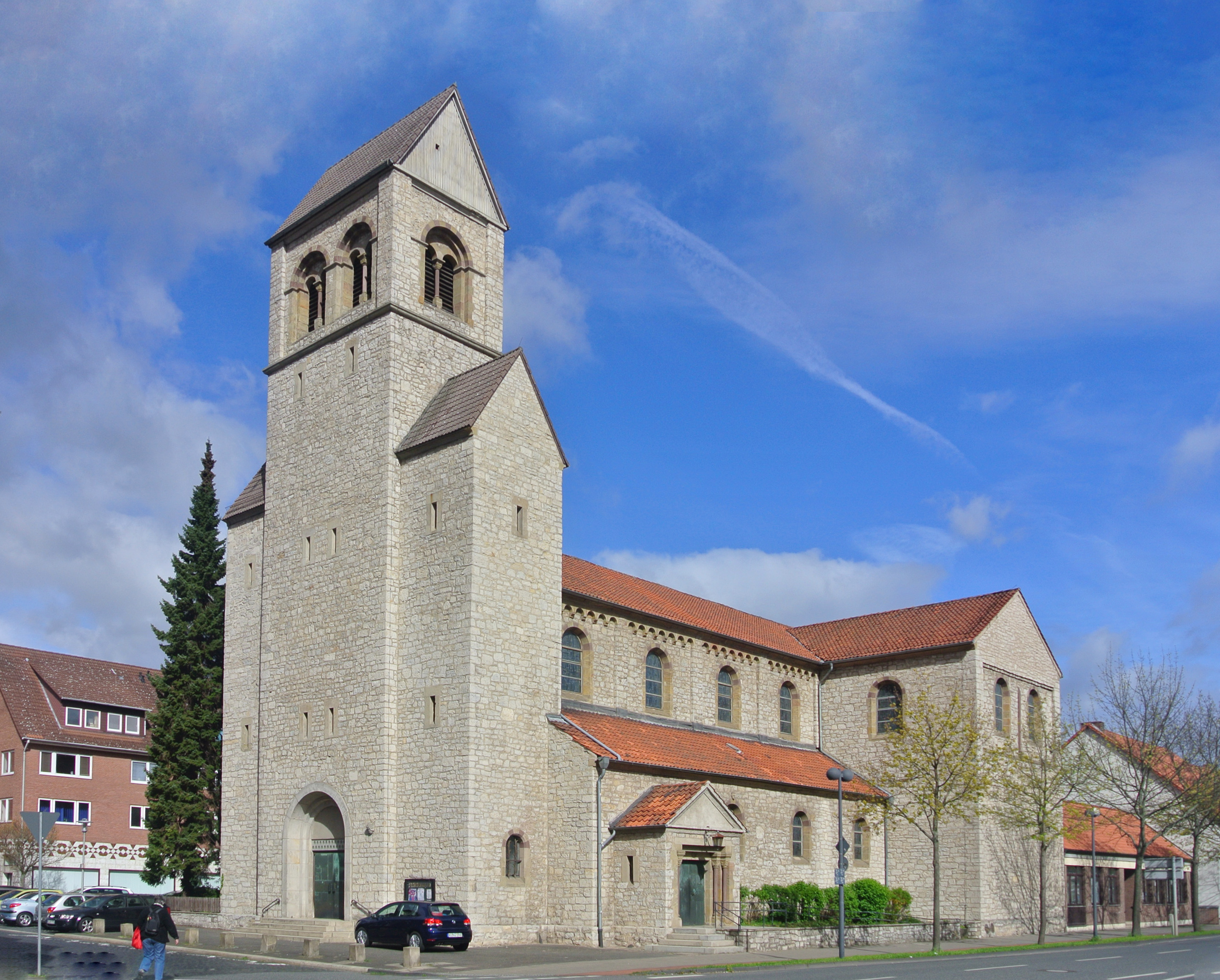
St. Bernward, Südostansicht (2017) – Die Turmfront ähnelt dem Westwerk des Hildesheimer Doms

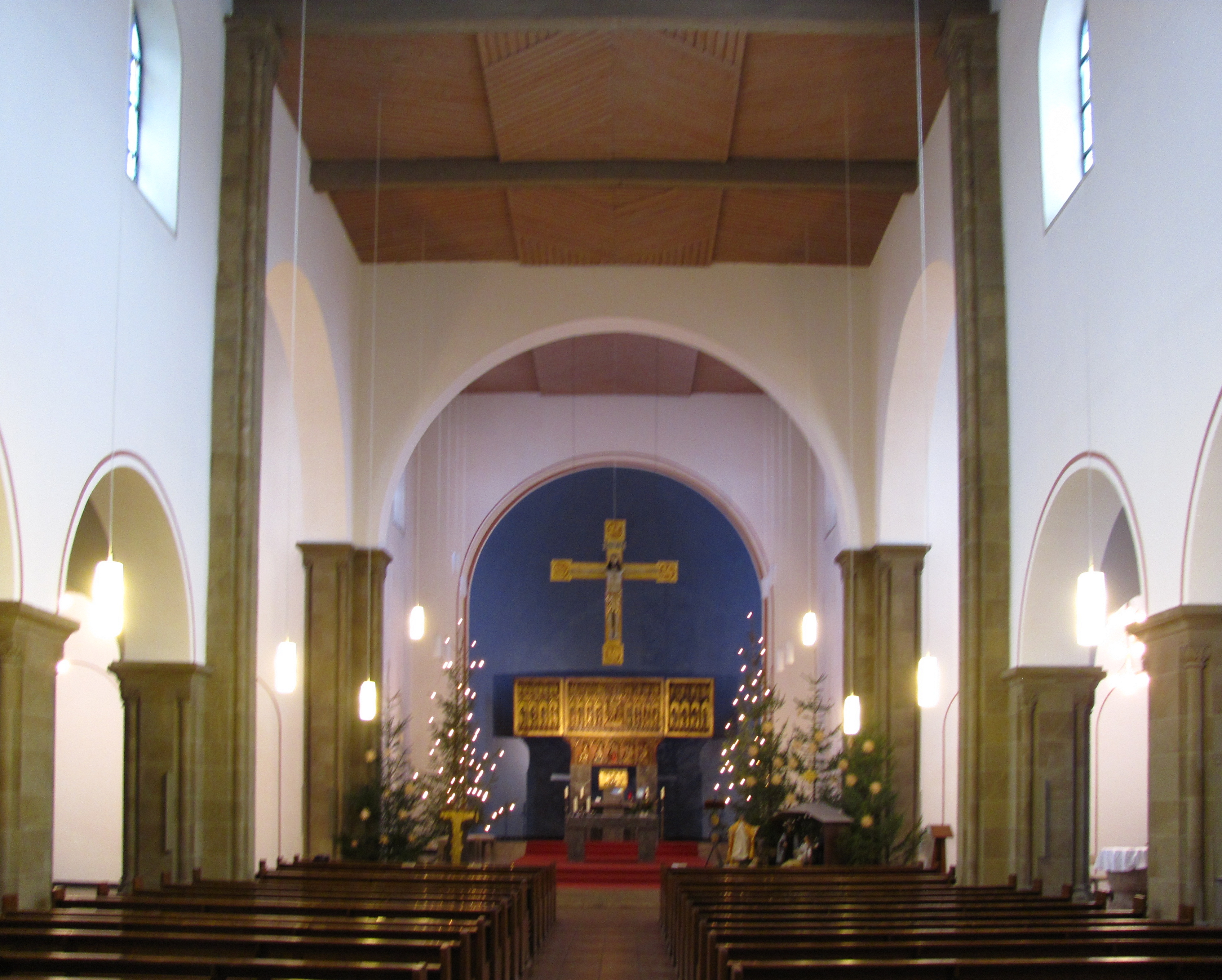
Inneres (2010)

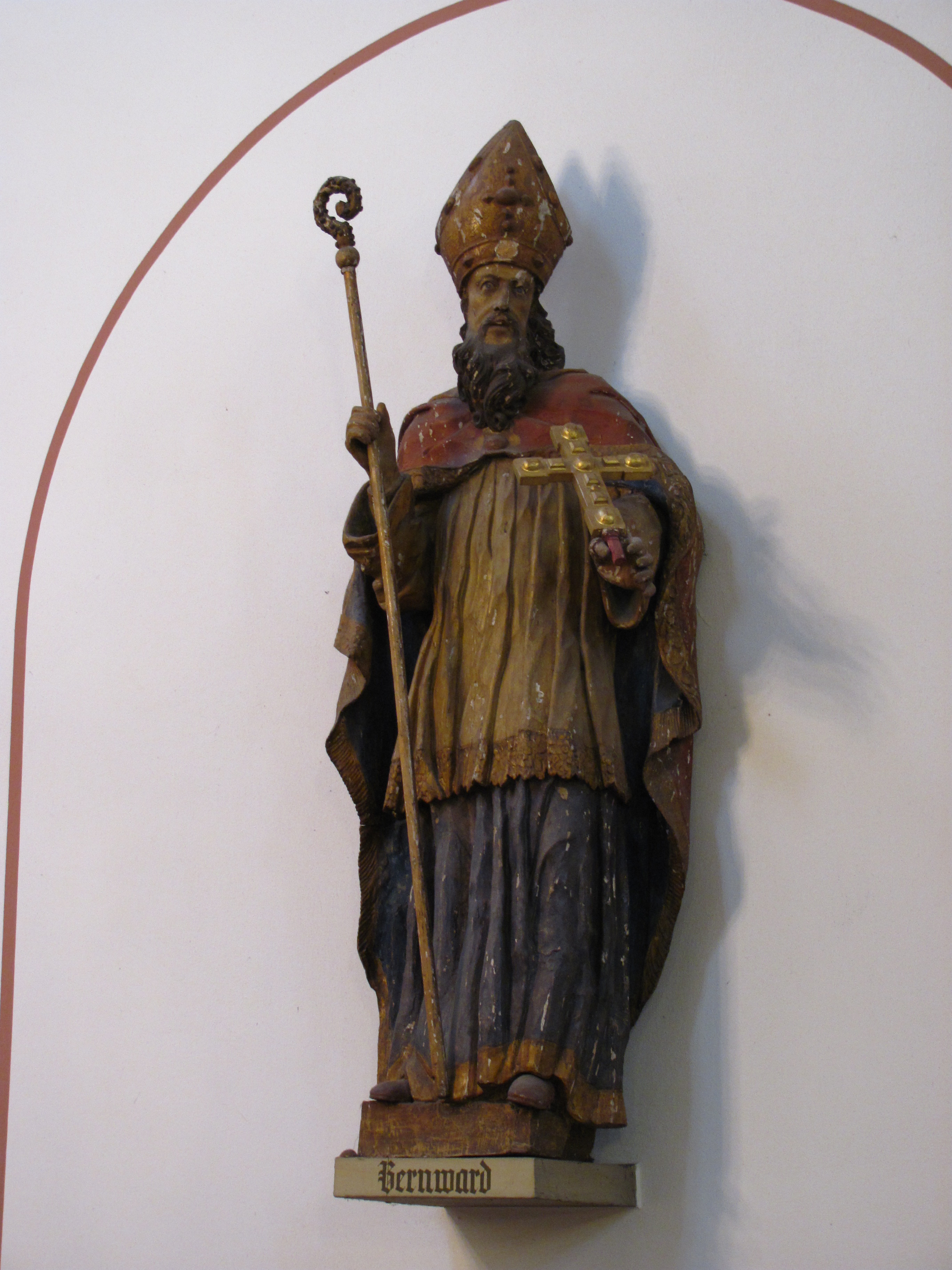
Statue des hl. Bernward

St. Bernward ist eine profanierte römisch-katholische Kirche in der Innenstadt von Hildesheim. Sie ist benannt nach dem heiligen Bernward (* um 960, † 1022), der 993–1022 Bischof von Hildesheim war und zu den bedeutendsten Bischöfen des Bistums Hildesheim zählt.

## Lage
Die Bernwardkirche steht im nördlichen Teil der Innenstadt Hildesheims an der Marie-Wagenknecht-Straße (bis 2022 Bischof-Janssen-Straße, davor Carl-Peters-Straße), Ecke Linkstraße; die Adresse ist Linkstraße 19.

## Geschichte
Das starke Anwachsen der Hildesheimer Bevölkerung während der Gründerzeit machte den Bau zusätzlicher Kirchengebäude erforderlich. Schon 1896 reservierte Bischof Wilhelm Sommerwerck die Summe von 35.000 Mark, die er anlässlich seines Goldenen Priesterjubiläums geschenkt bekommen hatte, für den Bau einer St.-Bernward-Kirche in Hildesheim – rund ein Drittel der späteren Baukosten.
St. Bernward wurde 1906–1907 nach Plänen von Dombaumeister Richard Herzig erbaut. Die Weihe des im Stil der Neoromanik errichteten Kirchengebäudes erfolgte am 3. November 1907 durch Bischof Adolf Bertram. Am 1. September 1917 folgte die Einrichtung des benachbarten Pfarrhauses St. Bernward.
Beim Luftangriff auf Hildesheim am 22. Februar 1945 wurde St. Bernward stark beschädigt: Das Gewölbe des westlichen Seitenschiffs, alle Fenster und das Dach wurden zerstört. Wegen Einsturzgefahr musste die Kirche geschlossen werden. Am 22. März 1945 wurde St. Bernward bei dem schwersten Luftangriff auf Hildesheim erneut von Spreng- und Brandbomben getroffen, nur die Umfassungsmauern und ein Teil des Turmes blieben stehen.
Der Wiederaufbau begann im November 1948, und bereits ab dem 15. August 1949 konnte die Kirche wieder genutzt werden. Hierbei handelten Kirchenvorstand und Gemeinde gegen die Planung der Bistumsleitung, denn St. Bernward hatte durch den Bau von St. Johannes Evangelist in der Nordstadt den größten Teil seines Pfarreigebiets verloren und liegt andererseits in großer Nähe zu den historisch bedeutenden katholischen Kirchen der Innenstadt. St. Bernward war die erste der zerstörten katholischen Kirchen Hildesheims, die wieder für den Gottesdienst genutzt werden konnte. Die Neuweihe erfolgte durch Bischof Joseph Godehard Machens.
Vom 1. August 2004 an gehörte die Kirche zur Pfarrei „Zum Heiligen Kreuz“, die St.-Bernward-Gemeinde wurde in diesem Zusammenhang aufgelöst. Seit dem 1. November 2014 gehört die St.-Bernward-Kirche zur Pfarrei „St. Godehard“. 
2021 wurde die Kirche entwidmet. Nachdem zunächst ein Verkauf geplant war, ist seit 2023 eine Nutzung der Kirche als Depot des Bistumsarchivs Hildesheim vorgesehen. Am 7. September 2023 erfolgte die Profanierung der St.-Bernward-Kirche durch Bischof Heiner Wilmer.

## Architektur
Beim Bau der Kirche aus Natursteinquadern 1906–1907 wie auch beim Wiederaufbau 1948–1949 dienten für die Eingangs- und Südfassade der ursprüngliche romanische Westteil des Hildesheimer Doms als Vorbild. Dieser hatte allerdings zur Erbauungszeit der Bernwardkirche zwischenzeitlich noch eine neuromanische Doppelturmfront.
Im Gegensatz zur traditionellen Ausrichtung von Kirchen nach Osten, ist St. Bernward aus städtebaulichen Gründen wegen des Straßenverlaufs und des Grundstückszuschnitts nach Norden ausgerichtet.

## Ausstattung

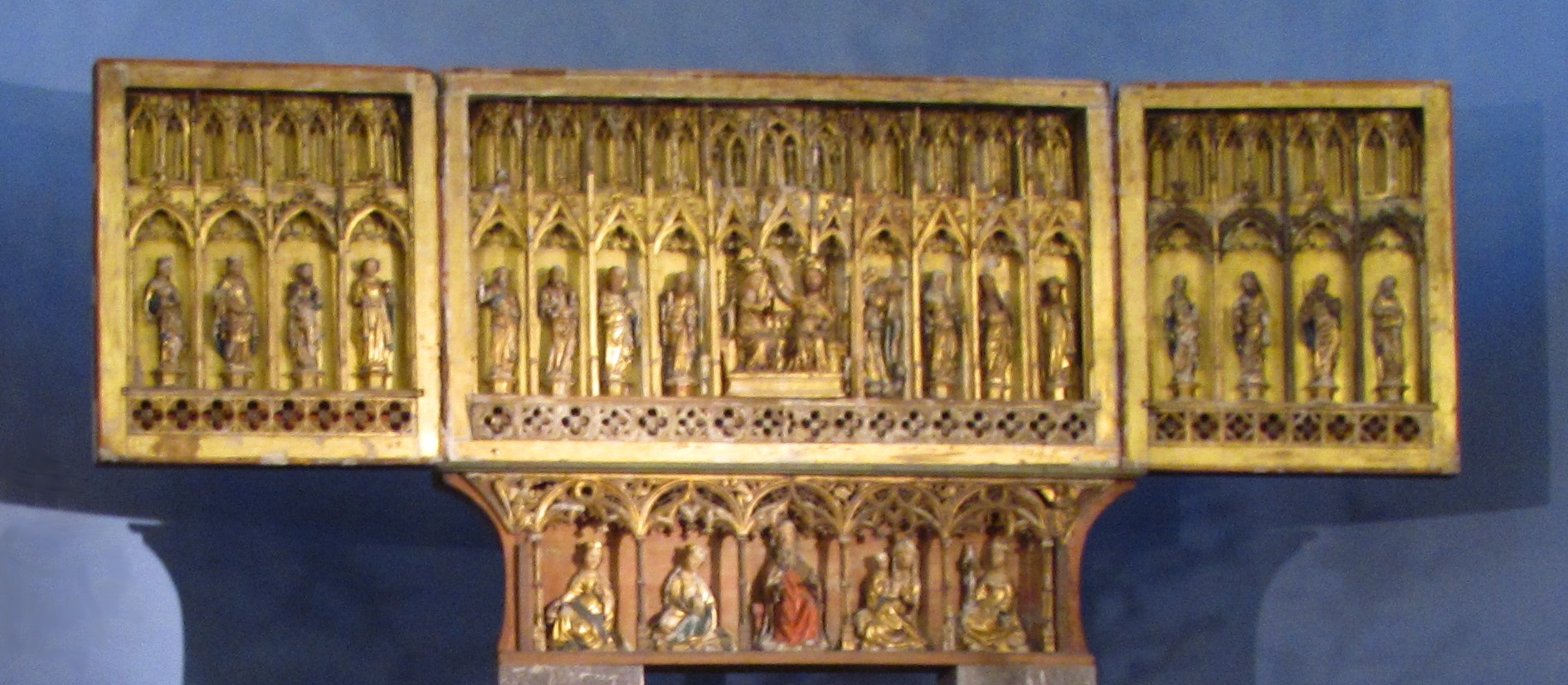
Spätmittelalterlicher Flügelaltar

St. Bernward beherbergt ein bedeutendes mittelalterliches Altarretabel. Es stammt aus dem Hildesheimer Trinitatis-Hospital und entstand 1430. In einem schlichten Rahmen zeigt es geschnitzte Vollplastiken verschiedener Heiliger. Die Mitte bildet eine Darstellung der Krönung Mariens.
Der Kreuzweg, der seit 1969 in der Kirche hing, wurde 2024 im Klostergarten von Ottbergen wieder aufgestellt.